# Aerobní cvičení
Aerobní cvičení (z řeckého aer = vzduch) je taková pohybová aktivita, kdy práce svalů a metabolické procesy v nich probíhají za přítomnosti kyslíku.
Aerobní cvičení je jakékoliv cvičení prováděné střední intenzitou po delší čas se zvýšenou tepovou frekvencí. Během takového cvičení je kyslík využíván k přeměně tuků a glukosy k produkci adenosintrifosfátu neboli ATP, což je základní zdroj energie pro buňky.
Tělo primárně používá k výrobě ATP glykogen, avšak při déle trvajícím výkonu začne tělo používat tukové zásoby. Tohoto efektu se využívá při hubnutí.
Konečným produktem aerobních procesů je oxid uhličitý a voda.
Opakem aerobního cvičení je anaerobní cvičení, což je cvičení za nedostatečného přísunu kyslíku. Jde o velké výkony během krátké doby, např. sprint.

## Přínos aerobního cvičení
Pravidelným aerobním cvičením se zlepšuje výkonnost kardiovaskulární systému (plic, srdce a oběhové soustavy). Také dochází k pálení tuků (hubnutí), zejména ale až po 30 minutách cvičení. Aerobní cvičení je lepší než anaerobní při redukci hmotnosti obézních.
Hlavní zdravotní přínosy
- snížené riziko onemocnění srdce
- snížení krevního tlaku
- snížení celkového cholesterolu
- zvýšený oběh a zlepšení výkonu srdce a plic
- snížení tuku v těle

## Příklady aerobních sportů
- Aerobic
- Jogging
- Cyklistika
- Spinning
- Plavání